# Гарбузов, Николай Александрович
Николай Александрович Га́рбузов (23 июня (5 июля) 1880, Москва — 3 мая 1955, там же) — советский музыкальный акустик и теоретик музыки, доктор искусствоведения (1940).

## Биография

Н. А. Гарбузов в Акустической лаборатории Московской консерватории (конец 1930-х годов)

Окончил Горный институт в Петербурге (1906), музыкально-драматическое училище Московского филармонического общества по классу композиции А. Н. Корещенко (1916).
В 1921—1931 возглавлял созданный при своем непосредственном участии Государственный институт музыкальной науки (ГИМН), где вёл исследовательскую работу. В 1923—51 профессор (класс музыкальной акустики), в 1933—48 руководитель акустической лаборатории и декан историко-теоретического факультета Московской консерватории, в 1934—37 директор НИИ (там же). В 1944—45 руководитель сектора музыки в институте истории искусств АН СССР, в создании которого принял активное участие.
Основное направление исследовательской деятельности Гарбузова посвящено проблемам гармонии и природы слухового восприятия. Им впервые экспериментально доказана зонная природа слуха. На основе анализа экспериментальных данных выдвинул положение о том, что музыкальное восприятие имеет не точечный, а зонный характер; восприятие высоты, громкости, тембра, ритмики, интонационных соотношений происходит в пределах известного количественного диапазона, на протяжении которого сохраняется данное качество звука. В пределах зоны (например, в пределах одного определённого ступеневого качества) музыканты различают множество оттенков звука, каждый из которых может быть использован в высокохудожественном исполнении музыки как средство музыкальной выразительности.
Выдвинул идею зависимости выбираемой интонации от музыкальных отношений между звуками и от образно-эмоционального содержания произведения. В отношении звуковысотной организации музыки пришел к выводу, что математические строи существуют только отвлеченно теоретически, что реально музыка исполняется в «зонном строе», который заключает в себе бесчисленное множество интонационных вариантов, а каждое исполнение музыкального произведения представляет собой неповторимый вариант этого строя.
На основании своих экспериментов уточнил типологию музыкального слуха и показал, что внутризонный интонационный слух при помощи специальных упражнений может быть активно развит.
Разработал теорию многоосновности ладов и созвучий, занимался также вопросами русского народного многоголосия, научной систематизацией терминологии по элементарной теории музыки.
Похоронен на Новодевичьем кладбище.

## Награды
- Орден Ленина (27.03.1954).
- Орден Трудового Красного Знамени (28.12.1946).

## Основные труды
- Теория многоосновности ладов и созвучий, ч. 1—2. М., 1928—32.
- О многоголосии русской народной песни. М.-Л.: Музгиз, 1939. 112 с.
- (соавторы: В. А. Багадуров, П. Н. Зимин, С. Г. Корсунский, А. А. Рождественский) Музыкальная акустика. Общая редакция Н. А. Гарбузова. М., 1940; 2-е изд., испр. и доп., М., 1954. 236 с.
- Терминология по элементарной теории музыки. М.-Л., 1944.
- Древнерусское народное многоголосие. М.-Л., 1948.
- Зонная природа звуковысотного слуха. М.-Л., 1948.
- Зонная природа темпа и ритма. М., 1950.
- Внутризонный интонационный слух и методы его развития. М.-Л., 1951.
- Зонная природа динамического слуха. М., 1955.
- Зонная природа тембрового слуха. М., 1956.